# Перлин
Перлин (њем. Perlin) општина је у њемачкој савезној држави Мекленбург-Западна Померанија. Једно је од 91 општинског средишта округа Нордвестмекленбург. Према процјени из 2010. у општини је живјело 380 становника. Посједује регионалну шифру (AGS) 13058079.

## Географски и демографски подаци
Перлин се налази у савезној држави Мекленбург-Западна Померанија у округу Нордвестмекленбург. Општина се налази на надморској висини од 45 метара. Површина општине износи 13,4 km². У самом мјесту је, према процјени из 2010. године, живјело 380 становника. Просјечна густина становништва износи 28 становника/km².